# سانتو استفانو بلبو
سانتو استفانو بلبو (به ایتالیایی: Santo Stefano Belbo) یک کومونه در ایتالیا است که در استان کونیو واقع شده‌است.

## خصوصیات
سانتو استفانو بلبو ۲۳٫۶ کیلومترمربع مساحت و ۴٬۰۵۵ نفر جمعیت دارد و ۱۷۰ متر بالاتر از سطح دریا واقع شده‌است.